# Przejście graniczne Czeremcha-Wysokolitowsk
Przejście graniczne Czeremcha-Wysokolitowsk – polsko-białoruskie kolejowe przejście graniczne położone w województwie podlaskim, w powiecie hajnowskim, w gminie Czeremcha, w miejscowości Czeremcha.

## Opis
Przejście graniczne Czeremcha-Wysokolitowsk powstało dzięki umowie między Rządem Rzeczypospolitej Polskiej a Rządem Republiki Białoruskiej. Czynne przez całą dobę. Dopuszczony jest ruch środków transportowych i przewóz towarów bez względu na przynależność państwową. Od dnia 11 grudnia 2011 roku kontrola ruchu osobowego nie jest realizowana ze względu na zawieszenie ruchu na trasie Czeremcha–Wysokolitowsk, Wysokolitowsk–Czeremcha pociągów osobowych przez przewoźnika – Przewozy Regionalne Sp. z.o.o. Podlaski Zakład Przewozów Regionalnych. Kontrolę graniczną osób, towarów i środków transportu wykonuje Placówka Straży Granicznej w Czeremsze.
Przejście graniczne polsko–radzieckie:
W okresie istnienia Związku Radzieckiego od 1975 roku funkcjonowało w tym miejscu polsko-radzieckie kolejowe przejście graniczne Czeremcha. Dopuszczony był ruch towarowy). Kontrolę graniczną osób, towarów i środków transportu wykonywała Graniczna Placówka Kontrolna Czeremcha.